# Polinyà
|  | Pel que fa al municipi de la Ribera Baixa, vegeu Polinyà de Xúquer. |

Polinyà (també conegut com a Polinyà del Vallès) és un municipi de Catalunya situat a la comarca del Vallès Occidental.
El travessa la riera de Polinyà, afluent del Besòs per la dreta. Limita al nord amb Sentmenat, a l'est amb Palau-solità i Plegamans, al sud amb Santa Perpètua de Mogoda i a l'oest amb Sabadell, poblacions amb les quals es comunica per mitjà de carreteres locals i comarcals.
Els seus habitants s'anomenen polinyanencs i polinyanenques.
La seva economia es basa en la indústria (química, metal·lúrgica, paperera, arts gràfiques i tèxtil), que se situa als polígons de Can Humet (o Ca n'Omet), Sud-est i Nord-est.
Al poble de Polinyà destaca l'església de Sant Salvador.
L'any 2006 tenia una extensió de 8,93 km² i és situat a una altitud de 182 m.

## Demografia
| Entitat de població | Habitants (2024) |
| Polinyà             | 8.395            |
| Serra Maurina       | 164              |
| Font: Idescat       |                  |

| 1497 f | 1515 f | 1553 f | 1717 | 1787 | 1857 | 1877 | 1887 | 1900 | 1910 |
| ------ | ------ | ------ | ---- | ---- | ---- | ---- | ---- | ---- | ---- |
| 17     | 20     | 18     | 134  | 93   | 444  | 444  | 409  | 382  | 393  |

| 1920 | 1930 | 1940 | 1950 | 1960 | 1970  | 1981  | 1990  | 1992  | 1994  |
| ---- | ---- | ---- | ---- | ---- | ----- | ----- | ----- | ----- | ----- |
| 470  | 469  | 487  | 442  | 464  | 1.168 | 2.321 | 3.306 | 3.556 | 3.556 |

| 1996  | 1998  | 2000  | 2002  | 2004  | 2006  | 2008  | 2010  | 2012  | 2014  |
| ----- | ----- | ----- | ----- | ----- | ----- | ----- | ----- | ----- | ----- |
| 3.956 | 4.246 | 4.657 | 5.246 | 5.855 | 6.764 | 7.403 | 7.798 | 8.106 | 8.238 |

| 2016  | 2018  | 2020  | 2022  | 2024  | 2026 | 2028 | 2030 | 2032 | 2034 |
| ----- | ----- | ----- | ----- | ----- | ---- | ---- | ---- | ---- | ---- |
| 8.300 | 8.389 | 8.504 | 8.451 | 8.555 | -    | -    | -    | -    | -    |

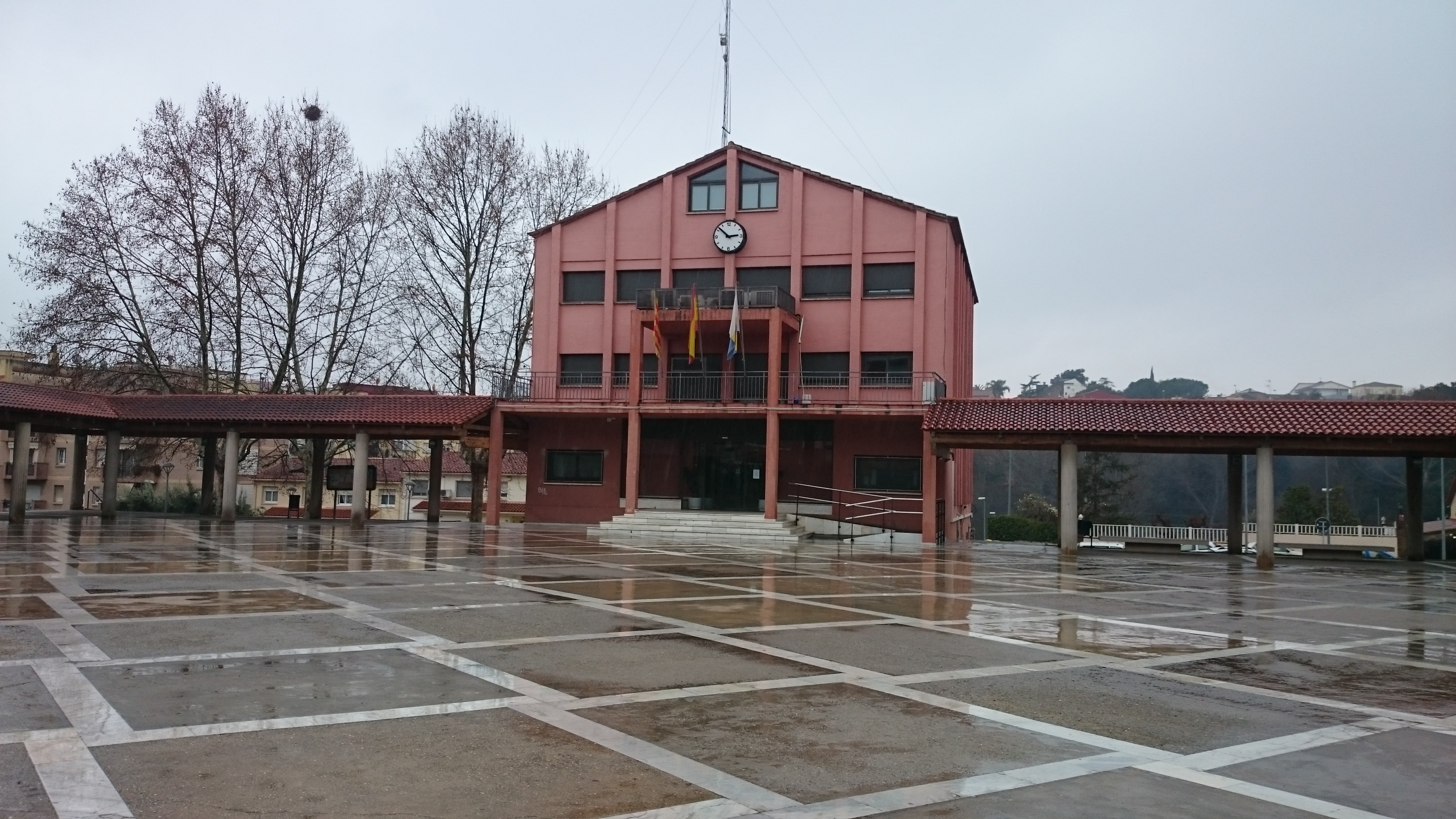
Ajuntament de Polinyà

El 2022, la població de Polinyà era de 8.451 habitants, el 51 % dels quals homes, i el 49 % dones. La densitat de població és de 922,2 hab./km². La població ha crescut desmesuradament els darrers 50 anys a causa de l'emigració espanyola primer i últimament per l'emigració d'arreu. A més, molta gent ha passat a residir-hi, en trobar-hi habitatges més assequibles que a les poblacions més properes a Barcelona. La característica més destacada de la població és la seva joventut. El 45 % dels polinyanencs són menors de 30 anys. Les persones més grans de 60 anys representen l'11 % del total.

## Història
La vila romana de Paulinianum es trobava probablement a l'enclavament on es troba l'actual Polinyà. El nom de Paulinianum podria derivar de Paulinus, el nom d'un ciutadà romà que seria propietari de les terres. S'han trobat restes i vestigis romans a la masia de Can Marata (avui enderrocada) i novament el 1985 dins del terme municipal. Així mateix, durant les excavacions arqueològiques a l'interior de l'església de Sant Salvador de Polinyà (1999), es van documentar (entre altres) les restes d'un assentament de l'Antiguitat Tardana i l'església preromànica original. A més, hi ha constància del pas de la Via Augusta pel municipi. Després de la invasió visigòtica, no es té constància documental sobre el poblament a l'enclavament de Paulinianum, ni tampoc durant l'ocupació dels àrabs.
L'any 969 els comtes de Barcelona venen les terres de l'actual Polinyà a un tal Galí. A partir d'aquesta data, les propietats sobre els territoris de Polinyà passen per diferents senyors i famílies, com per exemple Bonfill Odesind i Sança i els seus descendents. Després passà a ser propietat de la Canònica de Santa Eulàlia del Camp i després de la Canònica de Santa Anna de Barcelona.
Des de 1600 hi ha constància de dades documentals sobre el municipi a l'Arxiu Municipal de Sabadell, i queda constància de diferents alcaldes de l'època com Ramon Coll, Joan Marata, Jaume Anglada, Bartomeu Farreres, Josep Padró, Pau Carol...
El 1736, les cases que formaven Polinyà eren Anglada, Arnella, Carol, Coll, Estella, Ferreres, Garcia, Gavarra, Güell, Humet de Dalt (o Omet de Dalt), Marata, Marquès, Maurí, Monistrol, Padró, Rovira i Serra. En els darrers anys, algunes de les masies del terme municipal han estat enderrocades (Ca n'Anglada, Can Ferreres), i el nom original ha donat lloc al nom del barri o el polígon que s'hi ha construït. De la masia de Can Marata, enderrocada els anys vuitanta, es conserva una finestra i altres elements arquitectònics al Museu d'Història de Sabadell.
Els anys seixanta, en les obres de construcció d'un polígon industrial, es van trobar els ossos fòssils d'un mastodont, que actualment es troben al Museu Geològic del Seminari de Barcelona.

## Administració
| Període      | Nom de l'alcalde/-essa | Partit polític                                       | Data de possessió |
| ------------ | ---------------------- | ---------------------------------------------------- | ----------------- |
| 1979 - 1983  | Ildefonso Sola Vilana  | AEIP (Agrupación electoral independiente de Polinyá) | 19/04/1979        |
| 1983 - 1987  | Ildefonso Sola Vilana  | AEIP (Agrupación electoral independiente de Polinyá) | 28/05/1983        |
| 1987 - 1991  | M.Carmen Gámez Delgado | Iniciativa per Catalunya Verds                       | 30/06/1987        |
| 1991 - 1995  | M.Carmen Gámez Delgado | Proposta d'Esquerres per Polinyà (PEC)               | 15/06/1991        |
| 1995 - 1999  | Josefa Pedraza Alcaide | PSC                                                  | 17/06/1995        |
| 1999 - 2003  | Josefa Pedraza Alcaide | PSC                                                  | 03/07/1999        |
| 2003 - 2007  | Josefa Pedraza Alcaide | PSC                                                  | 14/06/2003        |
| 2007 - 2011  | Josefa Pedraza Alcaide | PSC                                                  | 16/06/2007        |
| 2011 - 2015  | Ramon Mayoral Ricart   | CIU                                                  | 11/06/2011        |
| 2015 - 2019  | Javier Silva Pérez     | PSC                                                  | 13/06/2015        |
| 2019 - 2023  | Javier Silva Pérez     | PSC                                                  | 15/06/2019        |
| Des del 2023 | Javier Silva Pérez     | PSC                                                  | 17/06/2023        |

## Economia
Durant tota la seva història, el poble tenia com a únic mode de vida l'agricultura i la ramaderia, però a partir de 1960 el municipi viu un desenvolupament industrial progressiu. En l'actualitat, té diversos polígons industrials, la terra dels quals és més gran que la zona urbana. S'hi han establert empreses importants com Aranow, Peguform Ibérica, Astral, Nupik Internacional, etc.
El 1971 l'Ajuntament de Barcelona va aprovar que el nou hipòdrom de Barcelona es construís en terrenys situats entre els termes municipals de Polinyà i Sentmenat,² però el projecte no va arribar a materialitzar-se.

## Personatges destacats
- Ponç Bonfill Marc (~990 - ~1046), jurista i conseller de la comtessa Ermessenda.
- Ramon Rosas i Vilaseca (1881 - 1943) pagès, obrer i sindicalista català. Alcalde de Polinyà durant la Guerra Civil Espanyola.
- Josep Garcia Cugat (1924 - 1990), cirurgià, ortopeda i traumatòleg.
- Montserrat Boix Piqué (1960), periodista.

## Entitats
- Polinyà per la independència | Assemblea Nacional Catalana
- Grup Excursionista de Polinyà